# Azurina cyanea
Azurina cyanea là một loài cá biển thuộc chi Azurina trong họ Cá thia. Loài này được mô tả lần đầu tiên vào năm 1860.

## Từ nguyên
Từ định danh cyanea trong tiếng Latinh mang nghĩa là "xanh lam/xanh dương", hàm ý đề cập đến màu xanh Phổ bao phủ khắp cơ thể loài cá này.

## Phân loại học
A. cyanea ban đầu được xếp vào chi Chromis, nhưng dựa trên bằng chứng di truyền, loài này đã được chuyển sang chi Azurina.

## Phạm vi phân bố và môi trường sống
A. cyanea có phạm vi phân bố ở Tây Đại Tây Dương. Từ bờ biển bang Florida (Hoa Kỳ) và Bermuda, loài này được ghi nhận trên khắp vịnh México trải dài đến biển Caribe, bao gồm cả Bahamas và Antilles.
A. cyanea sinh sống tập trung gần những rạn san hô viền bờ ở độ sâu đến 60 m, nhưng thường được nhìn thấy ở độ sâu khoảng 20 m trở vào bờ.

## Mô tả
Chiều dài cơ thể tối đa được ghi nhận ở A. cyanea là 15 cm. Cơ thể có màu xanh lam đặc trưng, nhạt màu hơn ở bụng. Dải sọc đen dọc theo lưng, từ gáy chạy dài đến phần trên của cuống đuôi. Vây lưng, phía trước vây hậu môn và hai thùy đuôi viền đen.
Số gai ở vây lưng: 12; Số tia vây ở vây lưng: 12; Số gai ở vây hậu môn: 2; Số tia vây ở vây hậu môn: 12; Số gai ở vây bụng: 1; Số tia vây ở vây bụng: 5.

## Sinh thái học
Thức ăn của A. cyanea là động vật phù du, chủ yếu là những loài giáp xác chân chèo. Chúng thường sống đơn độc hoặc theo nhóm nhỏ, có xu hướng ở gần các rạn san hô, là nơi mà chúng sẽ rút vào khi gặp nguy hiểm.
Cá đực có tập tính bảo vệ và chăm sóc trứng. Chúng lập cho mình một lãnh thổ để cá cái đến đẻ trứng. Cá hồng con của loài Apsilus dentatus bắt chước kiểu hình của A. cyanea.

## Thương mại
A. cyanea là loài cá cảnh được đánh bắt khá phổ biến.